# Buch des Dzyan
Als Buch des Dzyan oder Buch Dzyan (engl. Book of Dzyan) wird in der Esoterik und insbesondere in der modernen Theosophie ein fiktives, angeblich sehr altes und geheimes Buch bezeichnet, das in Tibet von Adepten einer geheimen Bruderschaft aufbewahrt werde.
Die „Stanzen“ des Buches des Dzyan sind enthalten in The Secret Doctrine (1888, deutsch: Die Geheimlehre) von Helena Petrovna Blavatsky, der Begründerin der modernen Theosophie. Dieses Hauptwerk Blavatskys ist als umfangreicher Kommentar der Stanzen aufgebaut und erhebt den Anspruch, die „Urwahrheiten“ aller Religionen erläutern zu können. Das Buch des Dzyan bezeichnete Blavatsky als das älteste Dokument der Welt. Sie benutzte dafür verschiedene Schreibweisen (Dan, Jan-na, Djan, Dzyn oder Dzen) und behauptete, es sei in der geheimen Sprache Senzar verfasst worden, die angeblich von allen Adepten weltweit als Mysteriensprache verwendet werde. Dafür gibt es jedoch keinerlei unabhängige Bestätigungen. Blavatsky behauptete weiter, dass es sich bei dem Buch des Dzyan um den ersten Band der „unglaublich antiken Kommentare der sieben geheimen Bücher des Kiu-te“ handele, die archaische Lehren in Bezug auf Ursprung und Aufbau von Rassen und Welten enthielten.
Weitere Stanzen publizierte die Theosophin Alice Bailey in A Treatise on Cosmic Fire (1925, deutsch: Eine Abhandlung über Kosmisches Feuer).
Dzyan ist der tibetische Name des Daoisten Ly-tzyn, der im vierten Jahrhundert lebte und das Buch Yu-Fu-King (engl. The Book of the Secret Correspondences) verfasste, welches 1878 in Florenz erneut publiziert wurde und Blavatsky bekannt gewesen sein dürfte.
Der jüdische Theosoph Leonard Bosman postulierte hingegen 1913, das Buch des Dzyan basiere auf dem Sifra di-Tzeniutha, einem Teil des kabbalistischen Grundwerks Zohar. Der Religionshistoriker Gershom Scholem schloss sich dieser These an.
Bezüge auf das Buch des Dzyan finden sich in dem der Phantastik zuzuordnenden Werk des US-amerikanischen Schriftstellers H. P. Lovecraft und bei anderen Autoren des Cthulhu-Mythos. Von 1972 bis 1974 gab es in Deutschland eine Fusion-Band namens Dzyan.